# نیایشگاه دوک
نیایشگاه دانشگاه دوک کلیسای کوچکی واقع در مرکز پردیس دانشگاه دوک در دورهام، کارولینای شمالی، کارولینای شمالی است. این کلیسای کوچک، نیایشگاه مسیحی و در مرکز امور دینی در دوک است و پیوندهایی با کلیسای متحد متدیست دارد. ساخت بنا از ۱۹۳۰ شروع شد و در ۱۹۳۲ به پایان رسید. نمازخانه می‌تواند ۱۸۰۰ نفر را در خود جای دهد و ۶۴ متر ارتفاع یکی از بلندترین بناها درشهرستان دورهام، کارولینای شمالی است.

## نگارخانه

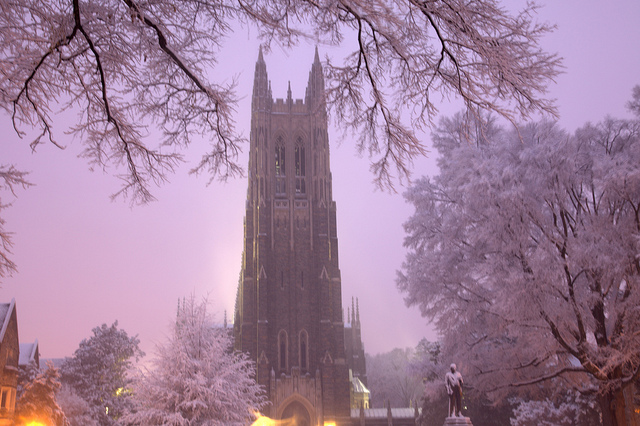
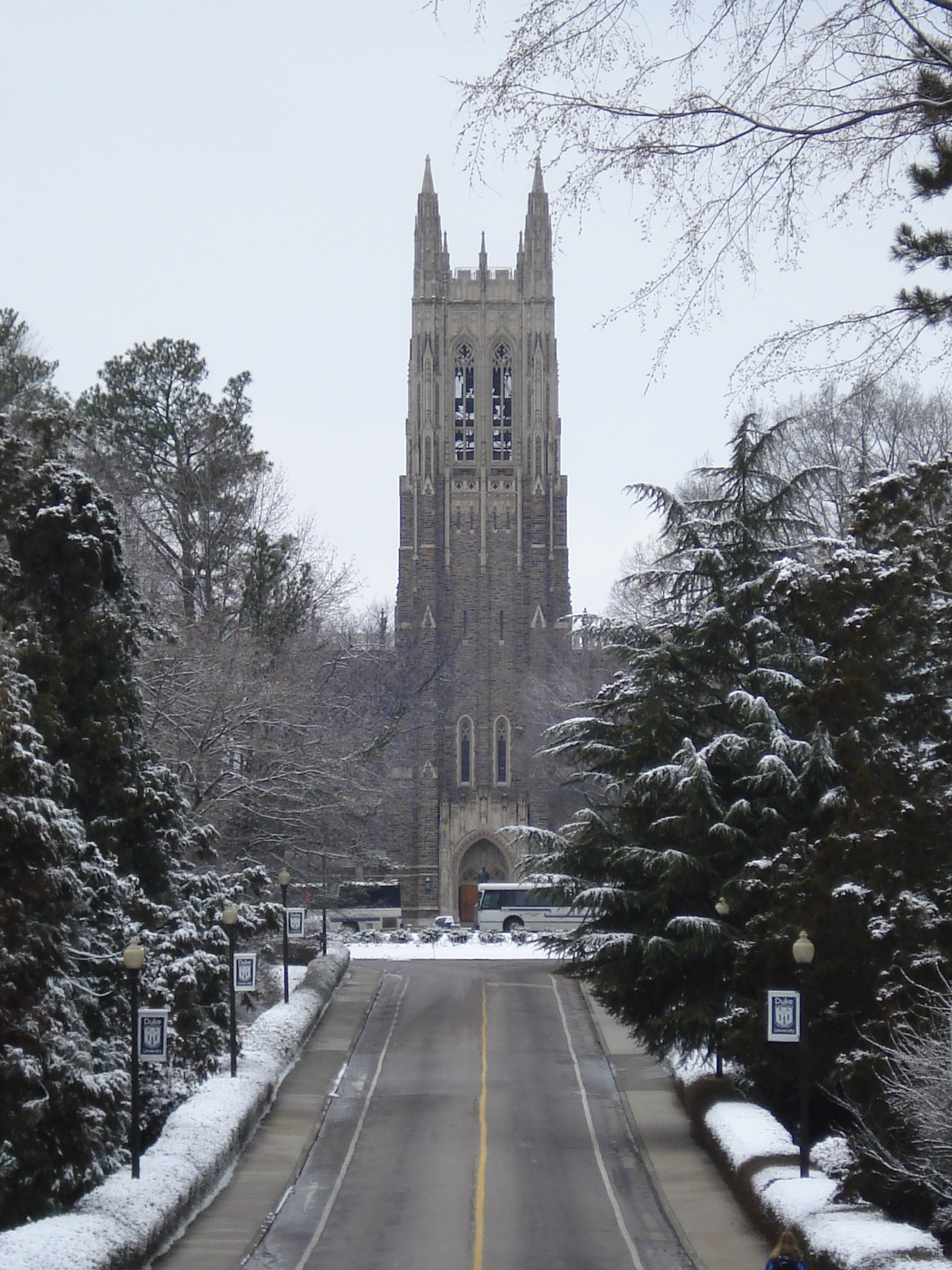
در زمستان
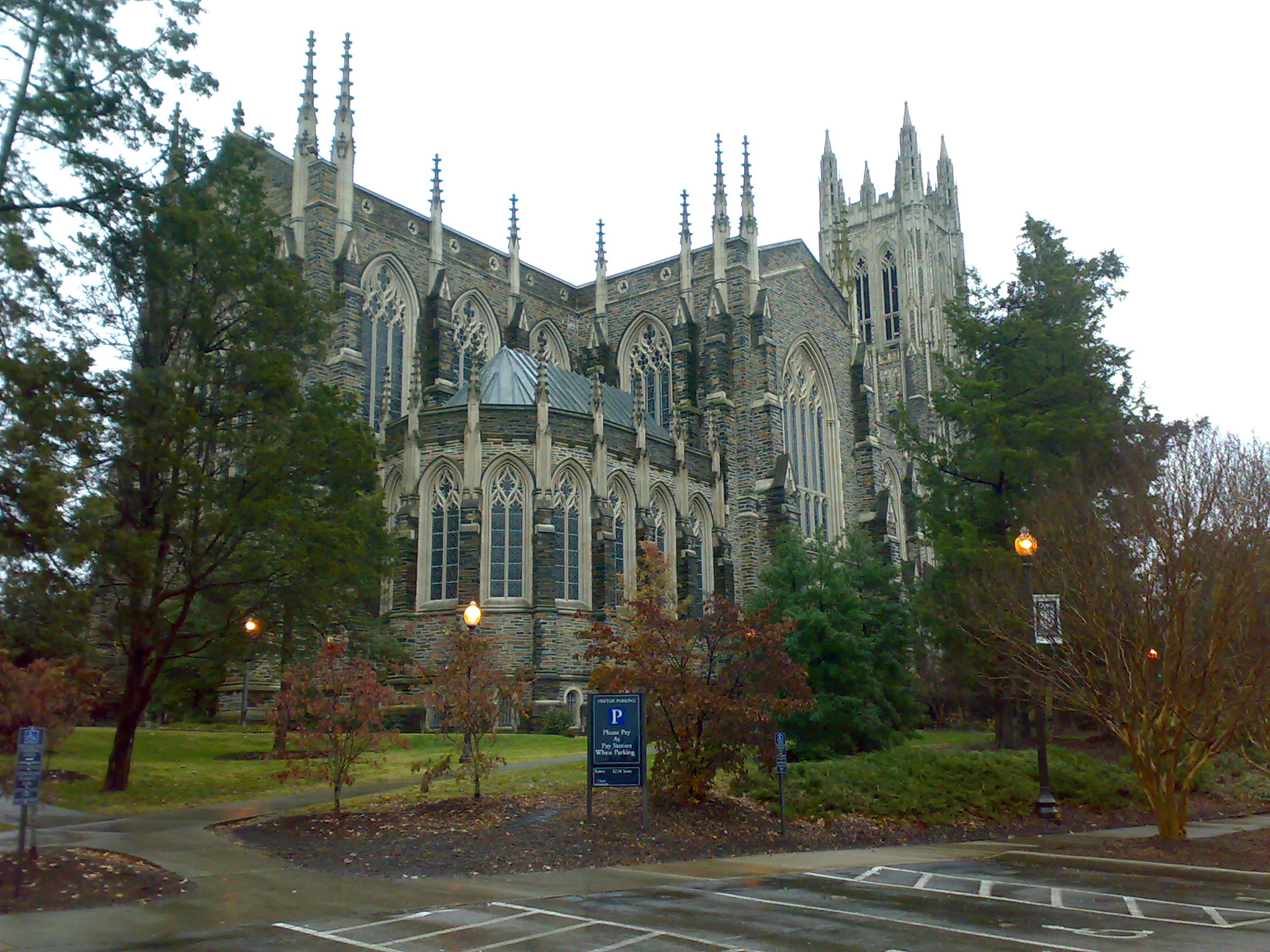